# Eucereon exprata
Eucereon exprata là một loài bướm đêm thuộc phân họ Arctiinae, họ Erebidae.